# Burmester-készlet

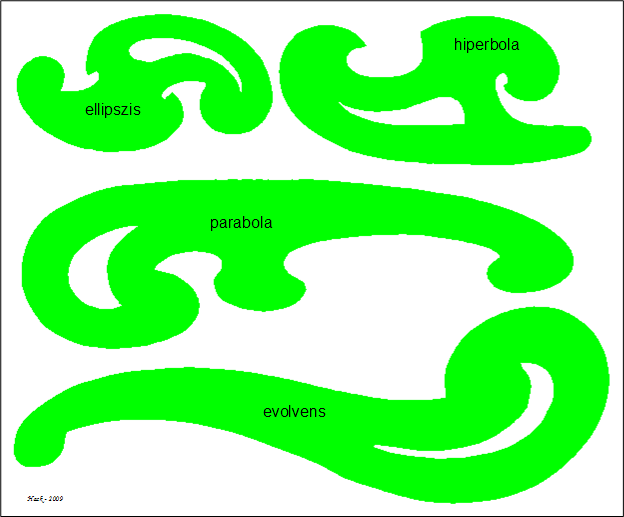
Görbevonalzó-készlet

A kifejlesztőjéről, Ludwig Ernst Hans Burmester német matematikusról elnevezett Burmester-készlet négy vonalzóból áll. Ezek más-más típusú ívekből vannak összeállítva: elliptikus, parabolikus, hiperbolikus és evolvens ívek rajzolására alkalmasak. A műszaki rajzok készítői olyan görbeívek kihúzására alkalmazzák(-ták), amelyek csak pontonként szerkeszthetők.

## Geometriai alapok
A reguláris kúpszeletek egyik fontos tulajdonsága lehetővé teszi, hogy a görbe bármilyen kis ívéről eldöntsük a görbe típusát:
Az ív A és B pontját összekötjük, és megrajzoljuk e pontokban az a, b érintőket. Az a és b érintők E metszéspontját és az AB húr H felezőpontját összekötjük. A HE szakasz a görbét egy M pontban metszi.
Bebizonyítható, hogy
- az ellipszisnél HM < ME,
- a parabolánál HM = ME,
- a hiperbolánál HM > ME.

Ez a kúpszeletekre vonatkozó tétel ad alkalmat arra, hogy bármilyen görbe egy-egy kis ívét – sőt határátmenetet használva egy pontját –, aszerint nevezzük elliptikusnak, parabolikusnak, ill. hiperbolikusnak, hogy a görbe érintői és a hasonló elrendezésű pontok viszonya a három kúpszeletnél érvényes viszony közül melyikkel azonos. Természetesen másfajta görbék egyes részein különbözhetnek a viszonyok, azaz lehetnek különböző típusú pontjai, ívei.
Ha tehát tudjuk a pontsorral adott görbe pontjainak, íveinek típusát, akkor a megfelelő vonalzó egy darabjával a két szomszédos pontot összekötő ívdarab jól közelíthető.
A készlet negyedik darabja a fogaskerekek szerkesztésénél kap(-ott) szerepet.
A számítógépes grafika és ezen belül a számítógépes tervezés (CAD) keretében a görbeillesztést a Bézier-görbe alkalmazásával oldják meg.